# 斯路
沙鲁（日語：セル）是日本漫畫作家鳥山明在集英社刊載原作《七龍珠》漫畫中的虛擬反派角色，在1992年2月16日的其之三百六十一話「謎の怪物、ついに出現!!」首次出現。後續由官方改編製作的系列，例如：《七龍珠Z》《七龍珠GT》《七龍珠改》和《七龍珠超》等作品中也有登場。

## 人物設計與設定
賽魯與人造人類一樣在《七龍珠》裡都屬於地球人但是他是從昆蟲概念的藍圖設計出來藉由生物技術所製造的生物型生化人或人造人 Android 從蟲卵中誕生到脫殼的成長過程皆以昆蟲為基礎設計。賽魯是從蟬形態逐漸演化為半完全體賽魯（Hankanzentai Seru） 。他的第一種形態和第二種形態為半完全體賽魯（Hankanzentai Seru）有一條如同毒刺的長尾巴來吸收其他生物，在完全體賽魯（Kanzentai Seru）時縮回，後來利用尾巴製造像自己孩子般的小賽魯（Seru Junia）。死亡之後曾以超完全體賽魯（Chō Kanzentai Seru）以及復活的賽魯（Fukkatsu Seru）登場。他的名字是從細胞的英語：命名。原作《七龍珠》的作者鳥山明「從吸收人造人類的過程中改變他的相貌」。
賽魯是在孫悟空已經死於心臟病後的未來世界初次登場，這個未來世界與主要世界是不同的平行世界。賽魯在主要世界登場時告訴比克「我將會在24年後誕生。」賽魯的研發製造始於未來世界的七龍珠歷史的762年並於786年誕生，直到788年賽魯成長為成蟲後，出現在特南克斯面前並將他殺害。賽魯根據蓋洛博士留下的電腦分析，他清楚明白「如果自己吸收人造人17號和18號就能成為完全體、成為世界上無與倫比的終極存在」於是他開始展開行動計劃，將未來的特南克斯殺害奪走時光機來到現在，但是時光機的空間太狹小，所以退回幼蟲的狀態搭上時光機，最後花了4年時間的766年再成長到成蟲的相貌。
儘管賽魯是人造人篇的主要敵人，然而最早計畫是人造人19號和20號，之後改為人造人17和18號設計為主要敵人。因為這兩種都受到前責任編輯鳥嶋和彥的批評，鳥山明才決定讓賽魯登場。。雖然計劃沒有按鳥山明意思進行，責任編輯近藤裕仍然說“這個不夠帥啊，改一下外觀吧。”後再重新設計新的相貌，然而近藤裕“這不是愚蠢的傢伙嗎？趕快再換一個英俊的外觀”才完成另一個近藤裕滿意的相貌。近藤是根據鳥嶋擔當的時代「如果敵人長得太醜陋，那麼悟空必定獲勝」的想法向鳥山提出了這個建議。鳥山本人並不喜歡賽魯完全體的設計而是喜歡第二形態，所以原本計劃讓他在劇情中更加活躍。鳥山回答「一番好きな人造人間は?（最喜歡的人造人類是？）」的問題時，答覆賽魯的第二種形態在《七龍珠大全集6》以賽魯第一形態作為封面，因為鳥山明也喜歡第一形態後來是因為“他這樣很難張嘴，我認為那不是很帥。”才讓他變身。鳥山因“這樣太單調了”所以在他的身上加了無數的斑點，但是抱怨每次用氈尖筆畫他的斑點都很麻煩。動畫的工作人員也是如此，因為當時是用賽璐珞製作，沒有CG技術，必須在所有關於賽魯的關鍵影格及中間影格的畫作中畫上斑點並添加陰影。當賽魯出現在《七龍珠Z》時，鳥山明為動畫準備賽魯的幼蟲及卵的著色樣本。後來談到賽魯的配色時說「不要，我要決定淘汰他。」。

## 故事

### 《七龍珠》
賽魯是由蓋洛博士的電腦研發製造，利用昆蟲機器從宇宙菁英的戰士身上取得細胞樣本創造出來的人造生命體（稱為“生化人”），這個樣本包含：孫悟空、比克、達爾、弗力札和克魯德大王（七龍珠Z、七龍珠改增加：克林、龜仙人、天津飯、餃子、飲茶）的賽魯在蓋洛博士秘密地下實驗室中，被設計成可通過吸收人造人17號和人造人18號進化成“完全體賽魯”。他是從未來世界被研發製造出來，直到他成為第一形態時發現人造人十七號和人造人十八號已被特南克斯殺害。於是賽魯在殺死特南克斯後，在啟動搭乘時光機之前退化成蛋，來到人造人出現的四年前，也就是現在的時代，間接影響到歷史發展。賽魯從蛋裡孵化後以幼蟲形態進化成第一形態，再吸收無數個地球人將力量逐漸強大足以吸收他的目標。賽魯在與比克的戰鬥中找到並吸收了人造人17號進化為第二形態。途中因為天津飯的攪局無法順利吸收十八號。賽魯試圖找到人造人18號並打算摧毀掉他所在的島嶼之前，達爾出現用鍛煉出的形態打敗了賽魯。達爾因不滿雙方力量懸殊太大讓賽魯吸收人造人十八號，如此一來就能好好地打一場。後來賽魯成功變身最終形態輕鬆擊敗了克林、 達爾、特南克斯，他向世界預告七天之後舉行一場賽魯遊戲（Seru Gēmu）的武道大會，希望尋找一個值得較量的對手，打算在獲勝時摧毀地球希望讓所有地球人陷入恐懼的絕望之中。
七天後賽魯遊戲的第一輪比賽中，他很快擊敗了撒旦先生隨後輪到悟空。悟空在意識到賽魯比他強大後主動放棄，然後提名他的兒子悟飯成為賽魯的下一個對手，這讓現場的所有人都感到驚訝。雖然悟飯表現出眾也足以證明超越自己的父親，但是他愛好自然與和平的天性，因此悟飯不喜歡戰鬥，所以賽魯立刻占據上風。悟飯警告賽魯，如果自己被激怒就會失控，有可能因此殺害他。聽到這番話的賽魯為了見識悟飯的真正實力產下小賽魯（Seru Junia）下令他們向其他七龍珠戰士進攻，悟飯的情緒開始受影響。賽魯毫不留情地殺死人造人十六號後，悟飯終於變身成為超級賽亞人2。悟飯毫不費力地殺死所有小賽魯，以及為了延長賽魯的痛苦、讓人造人十八號從賽魯嘴裡吐出、退化為第二形態。無奈之下賽魯試圖自爆並摧毀地球，此時悟空為了確保地球與同伴的安全，利用瞬間移動將賽魯帶到北界王星犧牲了自己和北界王、巴布魯斯。（七龍珠Z、七龍珠改原創角色：古雷格利(日文：グレゴリー)也一起犧牲。）
後來賽魯得益於獨特的生理機能最後存活下來，他的頭部有個核心，只要沒有受傷就能無限再生，以及他因為擁有賽亞人的細胞，所以在瀕臨死亡後的復原讓他恢復到比以前更強大的完全體。賽魯在復活的瞬間殺死特南克斯，達爾見狀憤怒的打算替兒子報仇，但是實力懸殊太大因此賽魯輕鬆打敗並打算殺害貝吉達，悟飯為了救貝吉達被賽魯炸傷手臂。賽魯憑藉著自己的勝利決心使出龜派氣功摧毀地球，他聲稱自己有能力摧毀整個太陽系。悟飯在他父親的勉勵下決定使出龜派氣功抵抗，最終因在達爾的助攻而分心並打敗賽魯，他的核心也被消滅。撒旦先生為這場勝利獲得地球人們的信賴，並成為拯救世界的英雄。
賽魯遊戲結束後，同伴們利用七龍珠將特南克斯在內的所有地球人復活，特南克斯回到未來世界後摧殺死了十七號和十八號，他從穿越時空的過程中意識到賽魯可能很快就會出現。在三年後，未來世界的賽魯被特南克斯輕易擊敗，從此未來世界恢復了和平。
在七龍珠Z原創劇情中，賽魯與弗力札、克魯德大王、基紐特戰隊 (基紐除外)在那個世界的地獄中搗亂。他被悟空和排骨飯擊敗送進監獄。後來透過水晶球觀看悟空與魔人布歐的戰鬥，賽魯承認魔人普烏是比自己更強大的人。

### 《七龍珠超》
在幾年後悟空向全王提出「力之大會」的請求，讓十二宇宙的高手出來比武。在動畫原創中悟空找了克林一起參加大賽，但是克林太久沒有戰鬥而失去戰鬥的勇氣，對戰鬥感到畏懼和陌生。後來悟空與克林二個好朋友聽取師傅武天老師的建議，他們來到一個恐懼的森林。此時賽魯和弗力札...等角色的幻影出現在恐懼森林中，在面對恐懼和成功消除這些幻影之前，克林率先攻擊逐漸變大的賽魯。之後克林也終於成功找回對戰鬥的鬥志，答應悟空一起代表第七宇宙去參加力之大會。
漫畫版七龍珠超，怪獸島上出現當年賽魯遊戲裡，敗在悟飯手中的那七隻小賽魯，人造人十七號受國家委托守護這座島時並馴服了它們成為這座島的守護者，孫悟天與特南克斯替十七號代班時也遇過這七隻小賽魯並與兩人搏鬥，但十七號早就讓他們不准對抗保護官，因此小賽魯們即時發覺鞠躬道歉後離去。（七龍珠Z、七龍珠改中的七隻小賽魯在賽魯遊戲時被憤怒的悟飯粉碎，原作漫畫七龍珠沒有被粉碎而倖存下來。）

### 《七龍珠GT》
悟空被蓋洛博士與謬博士騙去地獄之後，在地獄等待悟空的是賽魯和弗力札。由於先前人造人十七號與地獄新十七號發生共振反應、開通兩個世界的大門，這讓兩個世界之間失去平衡，此時畫面的鏡頭轉到散佈在地球各處的七龍珠因為這個壓力也產生奇怪不知名的裂縫。身在地獄中的賽魯和弗力札也因此獲得不朽的肉體。賽魯和弗力札利用ヘルズバスター誘捕悟空、讓悟空墜入十八層地獄，之後用冷凍機器將悟空凍結成冰，但是因為悟空是活人這方式對他完全不管用。隨後悟空利用自己體內的熱能將冰溶解，最後再利用冷凍機器凍結他們，悟空在閒聊過程一個不小心打碎被凍成冰的賽魯和弗力札，從此賽魯和弗力札的肉體再也無法復原。

### 《七龍珠Z 復活的「F」》
賽魯出現在電影動畫《七龍珠Z 復活的「F」》的電視宣傳廣告中，賽魯向弗力札說「我好像都沒有出場」，弗力札對賽魯說：「賽魯先生不要緊的，只是沒有台詞，本王的心與你同在。」

## 主題歌
挑戦状
主唱：石原慎一　　作詞：岩室先子
作曲：清岡千穂　　編曲：山本健司
賽魯遊戲開幕時用來描繪賽魯心境的歌。歌詞中出現「我是無敵的機器人」。
セルゲームのお知らせ
主唱：大槻ケンヂ　　作詞：山田ひろし
作曲・編曲：山本健司

## 配音演員

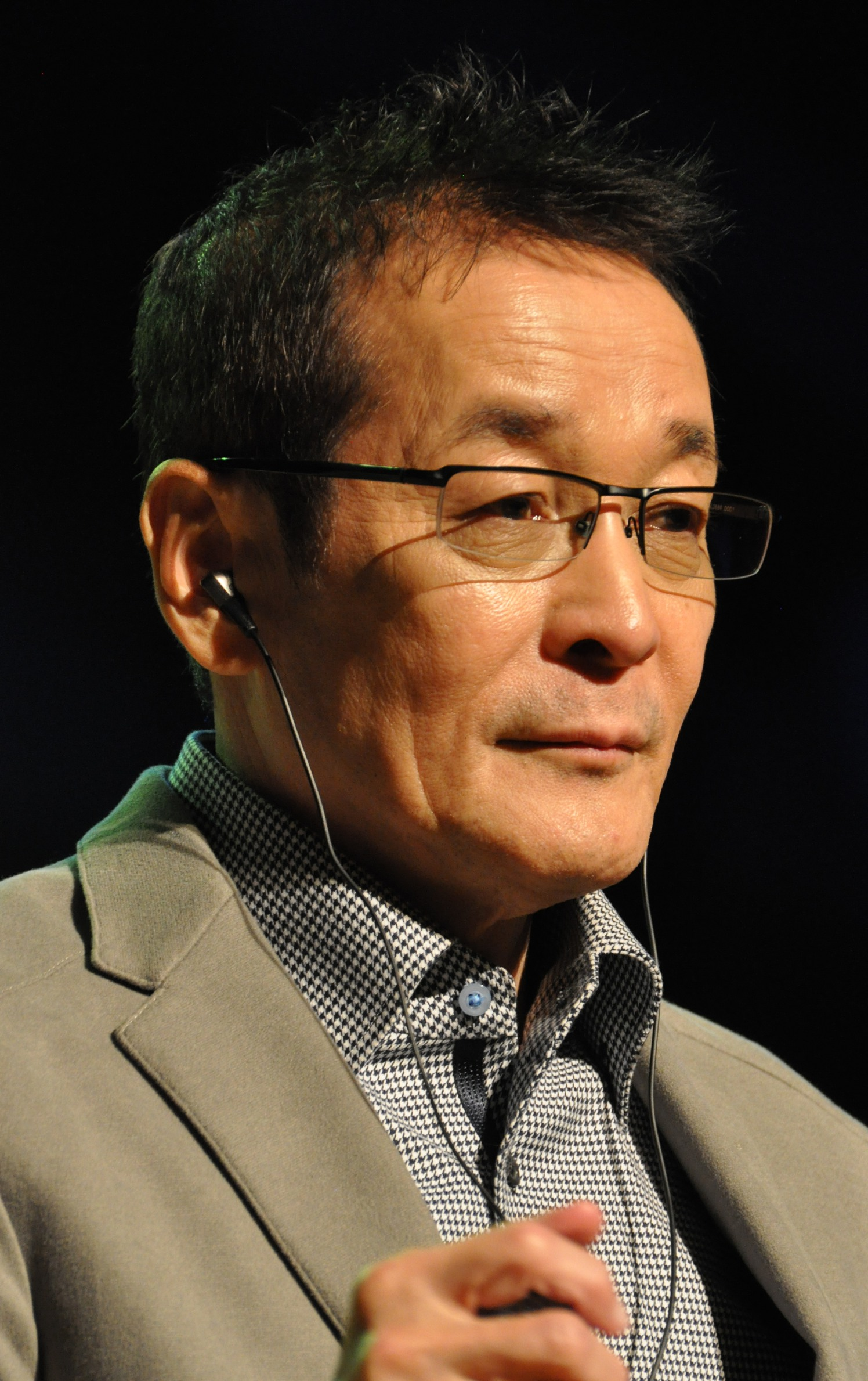
若本規夫擔當日本版《七龍珠》系列影集虛構角色:賽魯的配音。

負責日本語版賽魯的配音演員若本規夫有獨特的聲線。《七龍珠Z》語氣很沉穩，《七龍珠改》和電子遊戲中加入若本個人的詮釋技巧，例如加入奇怪的聲音強調情感。當他形容賽魯的形態時，若本「第一形態像《異形 (電影)》的怪獸，用一種刺耳的聲音不是很順利，第二形態調低了音調，直到最後的完全體感覺順利許多。」若本「賽魯的完全體相貌很酷，我很喜歡，而且真的很開心能替這個角色配音。。賽魯第一種形態是“低沉的聲音。進入戰鬥場面時必須壓低聲線。”。在過去的動畫和電子遊戲中，賽魯經常與弗力札一起登場，有時候兩個角色會進行合作。但是電影動畫《七龍珠Z 復活的「F」》宣傳現場，若本規夫對弗力札感到憤慨，因為只有弗力札出現在電影中，若本感慨地說“我似乎都沒有出現”。擔當日本語版孫悟空的配音演員野澤雅子在2018年的採訪中引用“賽魯”可能是在七龍珠裡不受歡迎的角色，因為賽魯曾說“我很自私，我以自己想要的方式生活。”

## 評價
2004年《七龍珠Z》的影迷在《Dragon Ball Forever》一書中將賽魯評選為第十四名最受歡迎的人物2015年Jacob Yothment將其列為七龍珠官方作品十大反派中的第三名。IGN的Shawn Saris在“前十三個七龍珠Z角色”中列為第七名和在Otakukart.com“十大七龍珠反派”中列為第二名。2016年，賽魯在saikoplus.com上是「七龍珠Z十大最受歡迎角色」中排行第六名。
Michael Zupan將賽魯評為《七龍珠Z》最多人討厭的反派角色。“Z戰士在後續都拋棄這個角色所擁有的一切設計，也就是當你認為被擊倒時…就會變身成為另一個更強大的東西。”Dennis Amith將賽魯描述為“迄今最強的敵人”他喜歡其他角色試圖阻止賽魯是這個篇幅的重點。J. Steiff和T. D. Tamplin引用賽魯在《七龍珠Z》中“升級變強”的設計是其它動畫影集中常見的概念，並認為賽魯很好地遵循了這一概念。 然而賽魯遊戲的概念及其過程受到了批評。IGN的D. F. Smith批評賽魯舉行武道大會並不決定摧毀地球是作者已經沒有創作靈感的跡象。Josh Begley並不贊成這場武術比賽，因為他認為這場比賽是一個“無止盡的戰鬥，是沒有意義的劇情發展”徵兆。